# Choisya neglecta
Choisya neglecta är en vinruteväxtart som beskrevs av C. H. Müll.. Choisya neglecta ingår i släktet Choisya och familjen vinruteväxter. Inga underarter finns listade i Catalogue of Life.